# Великое (озеро, Рязанская область, Клепиковские озёра)
Вели́кое — наибольшее из Клепиковских озёр, в Клепиковском районе Рязанской области России, к северу от города Рязани.
Озеро входит в систему реки Пра, притока Оки. Площадь озера составляет около 20,4 км², максимальная глубина до 5 м. 
Расположено на высоте 112,2 м над уровнем моря.

## Физико-географическая характеристика
В озеро впадает река Вожа. Протокой озеро соединяется с озером Шагара, искусственными каналами с озером Белое.
Берега заболочены. Есть несколько островов, крупнейшие из них — Берёзовый и Сосновка.
Вблизи озера находятся деревни Прудки, Чарсуль, Ушмор, Граково, Лункино, Корякино, Чесноково. 
Озеро находится на территории национального парка "Мещёрский".

## Заказник
В Прудковской заводи, расположенной на северо-востоке озера близ села Прудки, в 1977 году был образован комплексный государственный заказник площадью 280 га. Основными охраняемыми видами в заказнике являются занесённые в красную книгу России наяда тончайшая и такие виды птиц, как орлан белохвост, большой подорлик и малый подорлик, а также занесённые в Красную книгу Рязанской области голавль, лягушка травяная, жерлянка краснобрюхая, водяной пастушок, серая утка, сизая чайка, речная крачка и др.